# La Découverte du corps de saint Marc
La Découverte du corps de saint Marc est une peinture à l'huile sur toile (405 × 405 cm) réalisée entre 1562-1566 par Le Tintoret. Elle fait partie du cycle de peintures dédiées au saint patron de Venise. Elle est actuellement exposée à la Pinacothèque de Brera, à Milan.

## Description
Le commanditaire de la peinture est Tommaso Rangone, Grand Gardien de la Scuola Grande di San Marco de Venise. La toile fait partie d'une série d'imposantes toiles représentant l'acquisition du corps de saint Marc par Venise.
L'œuvre figure des Vénitiens en train de voler des cadavres dans les tombes situées le long du mur de droite et dans la crypte en arrière-plan. À l'avant-plan gauche, saint Marc en personne, lumineux, en position debout et entouré d'un faible halo, apparaît et leur implore d'arrêter cette profanation, car son corps retrouvé gît à ses pieds, étendu sur un tapis oriental. Au centre de la toile, un vieillard (portrait de Rangone) s'agenouille devant ce miracle. Ailleurs dans la pièce, les personnages tantôt ne se rendent pas compte de cette apparition, tantôt en sont frappés de stupéfaction.
Par endroits, l'œuvre semble inachevée : le carrelage et les corniches sont visibles à travers certains vêtements et personnages. La mise en perspective est accentuée par le carrelage, les tombes murales et enfin les rayons de lumière qui semblent provenir de la crypte située à l'arrière-plan. À l'avant-plan, sur la droite, un homme à demi vêtu, au visage crispé, est décrit comme étant « possédé par des démons ». Au-dessus de lui planent des volutes de fumées.
À l'instar de L'Enlèvement du corps de saint Marc, la composition illustre la préférence du Tintoret pour les effets spectaculaires de la perspective et de la lumière.

## Postérité
Le tableau fait partie des « 105 œuvres décisives de la peinture occidentale » constituant le musée imaginaire de Michel Butor.

## Sources
- (it) Gillo Dorfles, Stefania Buganza and Jacopo Stoppa, Arti visive. Dal Quattrocento all'Impressionismo, Atlas, 2001, page 262.